# Серебрянський заказник
Серебря́нський зака́зник — ботанічний заказник місцевого значення в Україні, один з об'єктів природно-заповідного фонду Луганської області. Розташований на території Серебрянського лісництва і є частиною національного природного парку «Кремінські ліси».

## Розташування
Ботанічний заказник розташований за 8 км на південний захід від міста Кремінна, на території кварталів 110–113 та 131 Серебрянського лісництва Державного підприємства «Кремінське лісомисливське господарство» (нині територія Сватівського району Луганської області). Координати: 48° 57' 18" північної широти, 38° 08' 09" східної довготи.
Лісовий масив, відомий також як Серебрянський ліс або Кремінський ліс, починається від околиць Кремінної і простягається на понад 107 гектарів аж до адміністративного кордону з Донецькою областю.

## Історія
Ботанічний заказник місцевого значення «Серебрянський» був оголошений рішенням виконкому Луганської обласної ради № 20/20 від 25 грудня 2001 року.

### Російсько-українська війна
З осені 2022 року, після окупації Кремінної, через Серебрянський ліс проходить лінія фронту. Цей лісовий масив має стратегічне значення, оскільки без його захоплення російські війська не можуть вийти на адміністративні кордони Луганської області. 
Внаслідок інтенсивних бойових дій екосистеми заказника зазнали значних пошкоджень. Ліс, який раніше був найбільшим природним лісовим масивом на сході України, перетворився на випалену територію з понівеченими деревами та мережею окопів. За оцінками, збереглося лише близько 10% лісових насаджень. Територія лісу густо вкрита оптоволокном від FPV-дронів, що свідчить про інтенсивність використання безпілотників у цьому районі.

## Флора і фауна

### Рослинний світ
До повномасштабного вторгнення заказник був осередком бореальної флори. Тут зростала майже тисяча різновидів рослин, серед яких 152 були рідкісними. На території заказника представлені ліси, болота, луки, а також водна та болотна рослинність. Тут траплялися види, занесені до Червоного списку Луганської області та Червоної книги України.

### Тваринний світ
Фауна заказника була різноманітною. Тут мешкали рідкісні види, такі як квакша звичайна та веретільниця ламка. Серед птахів гніздилися осоїд, сова вухата, сова сіра, великий строкатий дятел, дятел середній та дятел малий, синиці, шпаки, дрозди, припутень, горлиця, одуд, сорока, сойка, крук, фазан.
Із ссавців у заказнику мешкали борсук європейський, лісова куниця, норка європейська, видра, вивірка звичайна та телеутка, олень благородний, сарна. Періодично заходили дикі свині та зрідка — лось.